# Trittongo
Il trittongo, in fonetica, (greco τρίφθογγος, triphthongos, "con tre suoni") è una combinazione di tre vocoidi costituita da un rapido spostamento da un vocoide a un altro. È un'unione di 2 vocali deboli ed una forte

## Regola grammaticale tradizionale
Nella grammatica tradizionale il trittongo è l'unione delle due vocali deboli i ed u, o di due i non accentate, con una vocale forte a, e oppure o. I trittonghi possibili sono, perciò:
- uia /wjà/ continuiamo (ma anche /u.jà/ continüiamo)
- uiè /wjè/ quiete
- uie
- uiò
- uio /wjo/ collòquio
- iai /jài/ scambiai
- uai /wài/ guai
- ièi /jèi/
- uèi /wèi/
- iei
- uei
- iòi /jòi/
- uòi /wòi/
- ioi
- uoi

Da dittongazione romanza:
- u.iè /w.iè/
- i.uò /j.uò/ aiuola
- iè.i /ièi/ miei
- uò.i /uòi/ suoi

Come per i dittonghi, anche i trittonghi non vanno mai divisi quando si deve sillabare una parola.